# Harpyionycteris celebensis
Harpyionycteris celebensis é uma espécie de morcego da família Pteropodidae. Endêmica da Indonésia, pode ser encontrado nas ilhas de Sulawesi, Buton e Soloi.